# シャミセンガイ
シャミセンガイ（三味線貝、学名：Lingula）は、腕足動物門舌殻綱舌殻目（無穴目）シャミセンガイ科（リンギュラ科）の総称である。
あるいは狭義にはシャミセンガイ科の1種 Lingula jaspidea（Lingula rostrumのシノニム、和名：ドングリシャミセンガイ）の和名ともされるが、ここではシャミセンガイ科を扱う。
シャミセン「貝」という名で、貝殻様の殻を持つが、貝類ではない。

## 形態
尾には筋肉があるだけで、内臓はすべて殻の中に入っている。殻は二枚貝のように見えるが、二枚貝が左右に殻を持つのに対して、シャミセンガイは腹背に殻を持つ。殻をあけると、一対のバネのように巻き込まれた構造がある。これは触手冠と呼ばれ、その上に短い多数の触手が並び、そこに繊毛を持っていて、水中のデトリタスなどを集めて食べるための器官である。
特異な外観は、日本では三味線に例えられているが、中国では舌やモヤシに例えられて、命名されている。

## 「生きている化石」
太古から姿が変わっていない生きている化石の一つと言われることも多いが、実際には外形は似ているものの内部形態はかなり変化しており、生きた化石とは言いがたいという説もある。化石生物と現在のものとは別の科名や属名がつけられている。
2003年には、殻の形が大きく変化していることから、生きている化石であることは否定された。

## 生息地域
温帯から熱帯の砂泥地に分布する。

砂泥を行くミドリシャミセンガイ

日本では青森県以南に分布する。砂泥の中に縦穴を掘り、長い尾を下にして潜っている。
中国では、渤海湾以南に分布する。
台湾にも見られる。
生息数が減少しており、地域によっては絶滅が危惧されている。

## モースによる研究
大森貝塚（東京都大田区・品川区）の発見者であるエドワード・S・モースは、明治10年にシャミセンガイの研究のために来日し、滞在する間におよそ一ヶ月の間江ノ島臨海実験所で研究をしており、その間にミドリシャミセンガイを500個体も捕獲した。

## 食用
日本における代表種、ミドリシャミセンガイ（L. anatina）は岡山県児島湾や有明海で食用とされる。有明海ではメカジャ（女冠者）と呼ばれ、福岡県柳川市や佐賀県佐賀市周辺でよく食用にされる。殻及び触手冠の内部の筋肉や内臓を食べる。味は二枚貝よりも濃厚で、甲殻類にも似た独特の旨みがある。
日本での料理としては、味噌汁、塩茹で、煮付けなどにすることが多い。
中国では広東省湛江市、広西チワン族自治区北海市などで主に「海豆芽」（ハイドウヤー）などと称して炒め物にして食べられており、養殖の研究も行われている。

## 種
- Credolingula olferievi
- Credolingula subtruncata
- Glottidia albida
- Glottidia antarctica
- Glottidia audebarti
- Glottidia bravardi
- Glottidia dumortieri
- Glottidia inexpectans
- Glottidia palmeri
- Glottidia pyramidata
- Lingula adamsi (オオシャミセンガイ)
- Lingula anatina (ミドリシャミセンガイ)
- Lingula dregeri
- Lingula eocenica
- Lingula parva
- Lingula reevii  (ウスバシャミセンガイ)
- Lingula rostrum  (ドングリシャミセンガイ)
- Lingula tenuis
- Lingula translucida
- Lingula tumidula
- Lingula waikatoensis
- Lingularia michailovae
- Lingularia siberica
- Lingularia similis
- Lingularia smirnovae